# Serie C1 1992/1993
Soutěžní ročník Serie C1 1992/93 byl 15. ročník třetí nejvyšší italské fotbalové ligy. Soutěž začala 30. srpna 1992 a skončila 30. května 1993. Účastnilo se jí celkem 36 týmů rozdělené do dvou skupin po 18 klubech. Z každé skupiny postoupili první dva do druhé ligy. Do čtvrté ligy sestoupili kluby kteří skončili na posledních třech místech.
Sezona skončila kvůli sportovním a finančním nesrovnalostem jinak. Klub US Arezzo končí po 27 kole v bankrotu a ligu opouští. Kluby AC Siena, AC Carpi, Casarano Calcio, AS Siracusa a AS Ischia Isolaverde mají sestoupit, jenže kvůli bankrotům některých klubů zůstali v soutěži i v příští sezoně.

## Skupina A
| Poř. | Tým                   | Z  | V  | R  | P  | VG | OG | B  |
| ---- | --------------------- | -- | -- | -- | -- | -- | -- | -- |
| 1.   | US Ravenna            | 34 | 16 | 13 | 3  | 52 | 22 | 45 |
| 2.   | Vicenza Calcio        | 34 | 14 | 15 | 3  | 35 | 18 | 43 |
| 3.   | Empoli FC             | 34 | 13 | 11 | 8  | 28 | 22 | 37 |
| 4.   | US Triestina Calcio   | 34 | 12 | 12 | 8  | 33 | 26 | 36 |
| 5.   | Leffe Calcio          | 34 | 12 | 12 | 8  | 31 | 24 | 36 |
| 6.   | Como Calcio           | 34 | 11 | 12 | 9  | 39 | 31 | 34 |
| 7.   | AC ChievoVerona       | 34 | 12 | 10 | 10 | 36 | 34 | 34 |
| 8.   | AC Pro Sesto          | 34 | 11 | 10 | 11 | 30 | 29 | 32 |
| 9.   | US Alessandria Calcio | 34 | 6  | 17 | 9  | 31 | 32 | 29 |
| 10.  | Sambenedettese Calcio | 34 | 8  | 13 | 11 | 27 | 34 | 29 |
| 11.  | Carrarese Calcio 1908 | 34 | 8  | 13 | 11 | 22 | 30 | 29 |
| 12.  | US Massese            | 34 | 8  | 13 | 11 | 31 | 40 | 29 |
| 13.  | AC Palazzolo          | 34 | 7  | 15 | 10 | 23 | 33 | 29 |
| 14.  | Vis Pesaro Calcio     | 34 | 7  | 14 | 11 | 27 | 34 | 28 |
| 15.  | AC Spezia             | 34 | 7  | 14 | 11 | 20 | 32 | 28 |
| 16.  | AC Siena 1            | 34 | 5  | 14 | 13 | 17 | 26 | 24 |
| 17.  | AC Carpi 1            | 34 | 5  | 12 | 15 | 25 | 40 | 22 |
| XX.  | US Arezzo 2           | -  | -  | -  | -  | -  | -  | -  |

Poznámky
- Z = Odehrané zápasy; V = Vítězství; R = Remízy; P = Prohry; VG = Vstřelené góly; OG = Obdržené góly; B = Body
- za výhru 2 body, za remízu 1 bod, za prohru 0 bodů.
- 1  AC Siena a AC Carpi zůstali v soutěži.
- 2  US Arezzo byl vyloučen ze soutěže.

|  | Postup do Serie B 1993/94  |
|  | Sestup do Serie C2 1993/94 |

## Skupina B
| Poř. | Tým                    | Z  | V  | R  | P  | VG | OG | B   |
| ---- | ---------------------- | -- | -- | -- | -- | -- | -- | --- |
| 1.   | US Palermo             | 34 | 16 | 14 | 4  | 46 | 25 | 46  |
| 2.   | AS Acireale 1          | 34 | 13 | 18 | 3  | 34 | 21 | 44  |
| 3.   | AC Perugia 1           | 34 | 17 | 10 | 7  | 46 | 25 | 44  |
| 4.   | Giarre Calcio          | 34 | 14 | 13 | 7  | 36 | 23 | 41  |
| 5.   | Salernitana Sport      | 34 | 10 | 20 | 4  | 28 | 19 | 40  |
| 6.   | US Casertana           | 34 | 12 | 13 | 9  | 30 | 30 | 37  |
| 7.   | US Avellino            | 34 | 12 | 13 | 9  | 17 | 24 | 37  |
| 8.   | Calcio Catania         | 34 | 11 | 12 | 11 | 28 | 24 | 34  |
| 9.   | Reggina Calcio         | 34 | 8  | 15 | 11 | 28 | 31 | 31  |
| 10.  | Barletta Calcio Sport  | 34 | 10 | 11 | 13 | 32 | 37 | 31  |
| 11.  | AS Lodigiani           | 34 | 9  | 13 | 12 | 25 | 31 | 31  |
| 12.  | ACR Messina            | 34 | 8  | 13 | 13 | 27 | 30 | 29  |
| 13.  | Chieti Calcio          | 34 | 7  | 15 | 12 | 19 | 31 | 29  |
| 14.  | SS Nola                | 34 | 7  | 14 | 13 | 19 | 33 | 28  |
| 15.  | Potenza Calcio 2       | 34 | 7  | 14 | 13 | 24 | 29 | 28  |
| 16.  | Casarano Calcio 2 3    | 34 | 7  | 14 | 13 | 24 | 28 | 28  |
| 17.  | AS Siracusa 3          | 34 | 4  | 19 | 11 | 17 | 27 | 27  |
| 18.  | AS Ischia Isolaverde 3 | 34 | 6  | 15 | 13 | 20 | 31 | 27* |

Poznámky
- Z = Odehrané zápasy; V = Vítězství; R = Remízy; P = Prohry; VG = Vstřelené góly; OG = Obdržené góly; B = Body
- za výhru 2 body, za remízu 1 bod, za prohru 0 bodů.
- 1  AC Perugia a AS Acireale sehráli utkání (2:1) o postup. Jenže poté za sportovní přestupek byl postup klubu AC Perugia odebrán.
- 2  Potenza Calcio a Casarano Calcio sehráli utkání (3:1) o setrvání v soutěži.
- 3  Casarano Calcio, AS Siracusa a AS Ischia Isolaverde zůstali v soutěži.

|  | Postup do Serie B 1993/94  |
|  | Sestup do Serie C2 1993/94 |